# Alex Westaway
Alex Westaway (Northampton, Inglaterra; 2 de febrero de 1983) es un músico británico actualmente integrante del grupo Fightstar, donde ejerce de guitarrista, cocompositor y segunda voz. Como también, es vocalista de la agrupación de synthwave Gunship.

## Biografía
Nacido y criado en Northampton, Westaway conoció a Charlie Simpson en una fiesta en el piso este en Londres a finales del 2003, cuando Charlie todavía era miembro del grupo Busted. Después de improvisar una exitosa pieza de Rage Against the Machine, "Killing In the Name Of", Westaway fue invitado a trasladarse al edificio donde comenzaron a escribir música juntos. Más tarde fue revelado que la primera canción escrita por la pareja, "Punck" , nunca fue publicada. 
Desde que entró a formar parte de Fightstar se ha involucrado de pleno en el proyecto. Con ella ha publicado un EP, tres álbumes y un álbum de recopilación de b-sides. 
Según Alex, su mayor inspiración es Jeff Buckley.